# Laderas de Chío
Laderas de Chío este o arie protejată (arie specială de conservare — SAC, sit de importanță comunitară — SCI) din Spania întinsă pe o suprafață de 197,1 ha, integral pe uscat.

## Localizare
Centrul sitului Laderas de Chío este situat la coordonatele 28°15′05″N 16°47′50″W / 28.2513°N 16.7972°V.

## Înființare
Situl Laderas de Chío a fost declarat sit de importanță comunitară în octombrie 1999 pentru a proteja un număr necunoscut de specii din flora spontană și fauna sălbatică aflate în arealul zonei. Situl a fost protejat și ca arie specială de conservare în ianuarie 2010.

## Biodiversitate
Situată în ecoregiunea , aria protejată conține 3 habitate naturale: Păduri de pin endemic canariene, Păduri endemice cu Juniperus spp., Pante stâncoase silicioase cu vegetație casmofită.
La baza desemnării sitului se află un număr nedeclarat de specii protejate.